# Fachkraft

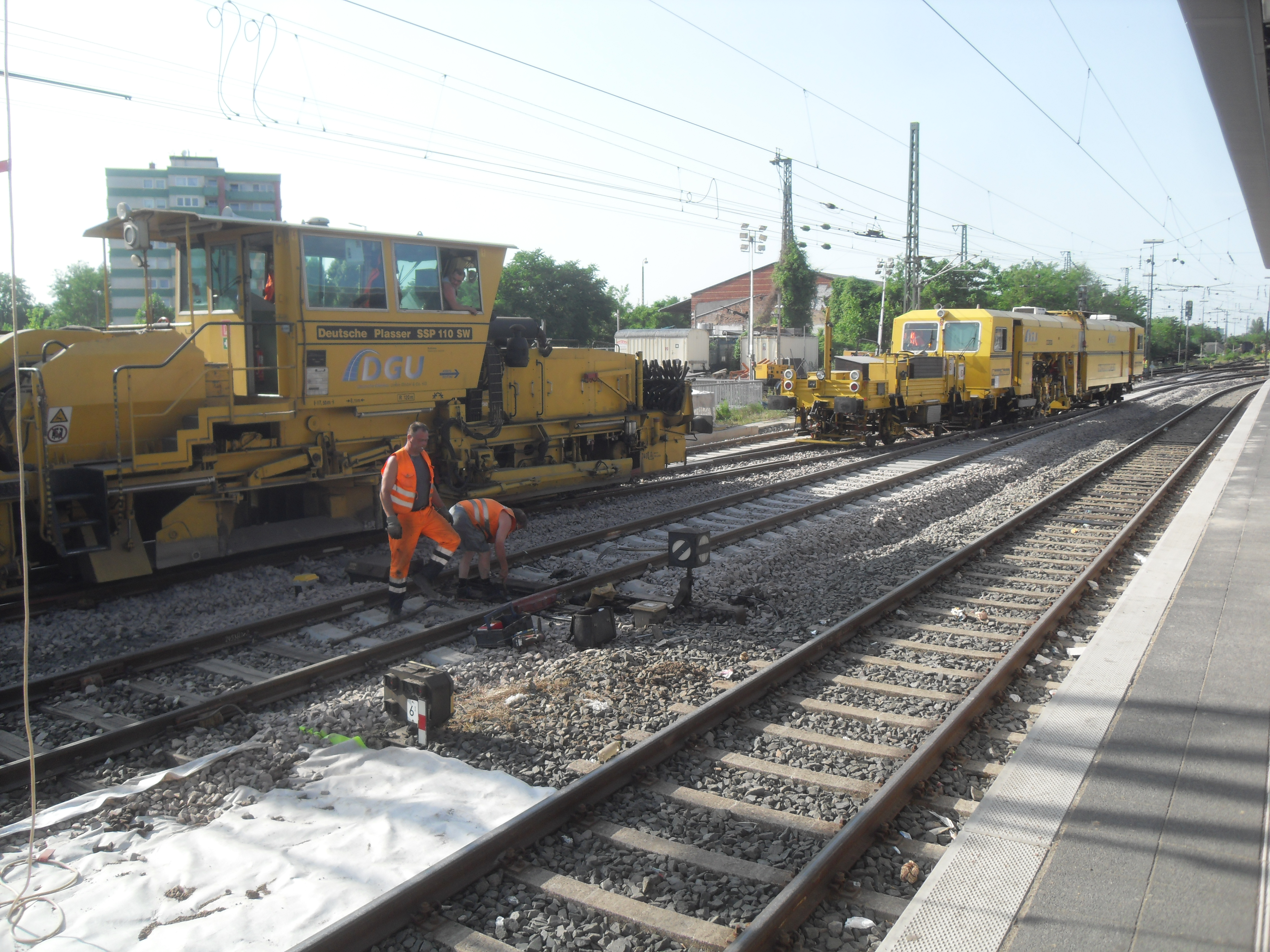
Im Eisenbahnbau dürfen nur ausgebildete Fachkräfte an der Aufrechterhaltung der Leit- und Sicherungstechnik mitarbeiten

Als Fachkraft wird überwiegend eine Arbeitskraft bezeichnet, die eine gewerbliche, pflegerische, kaufmännische oder technische Berufsausbildung, vor allem im Rahmen des dualen Systems oder an einer Fachschule, erfolgreich absolviert hat. Personen mit abgeschlossenem Fachhochschul- oder Hochschulstudium gelten ebenfalls als Fachkräfte.

## Fachkräftemangel
Mit dem Begriff Fachkräftemangel ist meist das unerwünschte Fehlen von Facharbeitern, Gesellen, Meistern, Technikern und Akademikern bestimmter Fachrichtungen als auf dem Arbeitsmarkt verfügbares Angebot gemeint. Ob ein vergleichbares Angebotsdefizit tatsächlich existiert, ist umstritten. Teilweise liegt auch ein unzulängliches Personalmarketing der betreffenden Unternehmen vor. Um den Fachkräftemangel auszugleichen, erteilen mehrere Länder spezielle Visa, wie beispielsweise das Fachkräftevisum in Australien.

## Fachkraftquote
Die Fachkraftquote beschreibt das Zahlenverhältnis zwischen Fachkräften und Mitarbeitern mit geringerer Qualifikation in einem Betrieb. Verschiedene Gesetze (deutsches Heimgesetz, JAR, FAR) schreiben Mindestquoten vor.

## Bezeichnung für ein Lehrgangsmodul
Bei privaten Bildungsanbietern (beispielsweise „TÜV Akademie“) wird die Bezeichnung Fachkraft für ein Lehrgangsmodul (zum Beispiel Zertifikatslehrgang zur Umweltmanagementfachkraft) verwendet. Meist wird damit die unterste Stufe des Lehrgangs zum sogenannten Manager bzw. Auditor bezeichnet.
Beim TÜV heißt das zweite Modul des Lehrgangs Beauftragter (beispielsweise Umweltbeauftragter) und damit genau andersherum als im Bereich Arbeitssicherheit; dort ist der Sicherheitsbeauftragte im Wesentlichen eine benannte Person (ohne diesbezüglich eine Qualifikation vorweisen zu müssen), während bei der Fachkraft für Arbeitssicherheit eine entsprechende Weiterbildung vorgeschrieben ist.

## Einzelbelege
1. ↑  Carolyn Braun, Marcus Pfeil: „Die Fata Morgana“, brand eins 10/2011
2. ↑  Umweltmanagement-Fachkraft TÜV und viele andere Anbieter, Zugriff am 19. Januar 2024